# 纳舒厄河
42°45′59″N 71°26′49″W / 42.76639°N 71.44694°W
纳舒厄河（英語：Nashua River）是美国梅里马克河的一条支流，长37.5英里（60.4），流经麻薩諸塞州和新罕布什尔州。